# Коростень (станция)
Ко́ростень (укр. Коростень) — узловая станция Юго-Западной железной дороги, которая находится в городе Коростень Коростенского района Житомирской области Украины.

## История
В 1902 году через местечко Искоростень Овручского уезда Волынской губернии Российской империи была проложена железная дорога Киев - Ковель и построена железнодорожная станция, в 1905 году на станции был построен первый железнодорожный вокзал (архитектор А. В. Кобелев).
После начала первой мировой войны значение станции увеличилось, в 1915 - 1916 гг. были построены линии Коростень - Житомир и Коростень - Овруч, после чего станция превратилась в узловую станцию.
15 июля 1918 года железнодорожники Коростенского железнодорожного узла одними из первых начали Всеукраинскую стачку железнодорожников.
В ходе гражданской войны станция пострадала, в ходе советско-польской войны 26 апреля 1920 года она была захвачена польскими войсками, но в дальнейшем была восстановлена.
В ходе Великой Отечественной войны и немецкой оккупации станция пострадала, но в дальнейшем была восстановлена.
В 1983 году на станции Коростень был построен новый вокзал на 700 пассажиров (архитекторы В. Швец и В. Грищенко, инженер Л. Мищенко).
В 1983 - 1985 гг. станция была электрифицирована.
В 1986 году машинист тепловоза локомотивного депо станции Коростень Б. А. Зинчук (в числе из первых машинистов Юго-Западной железной дороги освоивший вождение тяжеловесных и длинносоставных поездов и только в период 1981-1985 гг. сэкономивший 62 тонны дизельного топлива, на котором были проведены 52 поезда) стал лауреатом государственной премии СССР.

Железнодорожная станция Коростень утром. На картинке вагоны габарита RIC, тепловозы 2М62у и ЧМЭ3, электровоз ЧС4

В марте 1995 года Верховная Рада Украины внесла станцию Коростень, а также расположенные на станции локомотивное депо и вагонное депо в перечень объектов, приватизация которых запрещена в связи с их общегосударственным значением.

## Современное состояние
Электрицифированы два направления — на Киев и Новоград-Волынский — Шепетовку.